# ألان سبير
ألان سبير هو سياسي أمريكي، ولد في 24 يونيو 1937 في ميشيغان سيتي في الولايات المتحدة، وتوفي في 11 أكتوبر 2008 في مينيابوليس في الولايات المتحدة. نشط حزبياً في الحزب الديمقراطي. وقد انتخب عضو مجلس ولاية مينيسوتا ‏.